# 外務省大臣官房 (日本)
外務省大臣官房（がいむしょうだいじんかんぼう）は、外務省の内部部局の一つ。外務省の人事、会計、広報などに関する事務、及び各部局の行政事務の総合調整や在外公館との通信、営繕、機密保持などの役割を担っている。

## 所掌事務
- 外務省の業務の総合調整に関する業務
- 外務省の政策の評価に関する業務
- 外務省が所管する独立行政法人の評価に関する業務
- 国際機関などへの拠出金等に関する評価に関する業務
- ODAの評価に関する業務
- 情報公開法に関する業務
- 個人情報保護法に関する業務
- 外交記録公開に関する業務
- 公文書管理に関する業務
- 情報防護に関する業務
- 外交史料の編纂及び保管、閲覧などに関する業務
- 危機管理に関する業務
- 地方自治体との連携の推進、地方自治体からの各種照会等の窓口業務
- 外務省に関する図書の管理に関する業務
- 外務省の人事、職員採用に関する業務
- 職員の福利厚生に関する業務
- 情報システムの整備、管理に関する業務
- 予算、決算、調達情報などに関する業務
- 在外公館の運営、営繕及び職員の勤務環境の改善や整備などに関する業務
- 在外公館の警備に関する業務
- 皇室関係に関する業務
- 外交官等の派遣、接受に関する業務
- 外国賓客の接遇に関する業務
- 総理大臣や外務大臣が海外に訪れる際の交通手段、宿泊施設等の手配に関する業務

## 組織
- 総務課
  - 考査・政策評価室
  - 国際機関評価室
  - ODA評価室
  - 公文書監理室
  - 情報防護対策室
  - 外交史料館
  - 危機管理調整室
  - 地方連携推進室
  - 業務合理化推進室
  - 図書館
- 人事課
- 会計課
  - 福利厚生室
- 情報通信課
- 在外公館課
  - 警備対策室

### 監察査察官組織
- 監察査察室

### 儀典組織
- 儀典官室
- 儀典外国公館室
  - 儀典賓客室
  - 儀典外国訪問室

### 外務報道官・広報文化組織
- 広報文化外交戦略課
  - 国内広報室
  - 戦略対外発信拠点室
  - IT広報室
  - 広聴室
- 報道課
  - 国際報道官室
- 広報文化外交戦略課
- 文化交流・海外広報課
  - 国際文化協力室
  - 人物交流室
  - 対日理解促進交流室